# Émery Bigot
Louis-Émery Bigot, ou plus simplement Émery Bigot, né le 23 octobre 1626 à Rouen, où il est mort le 18 octobre 1689, est un érudit et bibliophile français.

## Biographie
Il était le fils de Jean Bigot, seigneur de Sommesnil et de Cleuville, conseiller-doyen à la Cour des aides de Rouen, et de Barbe Groulart, sa femme, fille de Claude Groulart, premier président du Parlement de Normandie de 1585 à 1607. Ce couple eut dix-neuf enfants. La famille Bigot était une ancienne et illustre famille de la magistrature rouennaise, et Émery comptait parmi ses ancêtres paternels deux présidents à mortier, un avocat général, six conseillers au Parlement de Normandie.
Son père Jean Bigot était déjà un érudit bibliophile qui avait rassemblé une bibliothèque de plus de 6 000 volumes, parmi lesquels plus de 500 manuscrits anciens. Habité dès sa jeunesse par l'amour de l'érudition et des belles-lettres, Émery ne voulut entrer ni dans la magistrature ni dans l'Église pour se consacrer tout entier à sa passion. Il fit des voyages en Hollande, en Angleterre, en Allemagne et en Italie et se lia d'une amitié durable avec nombre de savants de ces différents pays. En 1657, le grand-duc de Toscane, Ferdinand II de Médicis, lui fit parvenir à Rouen une borne leugaire portant une inscription en l'honneur de Tetricus II, empereur des Gaules, qui se trouvait à Florence on ne sait pourquoi. Il comptait parmi ses principaux amis et correspondants Gilles Ménage, Nicolas Heinsius, Jean Chapelain, Richard Simon, Étienne Baluze, le duc de Montausier, Charles du Cange, Jacques Basnage de Beauval, Paul Bauldri… « C'est le garçon de France qui a le plus de passion pour les lettres, et un de ceux qui, sans fanfare, est le plus enfoncé dans le grec et dans le latin. Sa violente inclination est de contribuer au rétablissement des bons auteurs de l'une et l'autre langue », écrivait de lui Jean Chapelain.
À la mort de son père, il hérita de sa bibliothèque, et l'accrut considérablement, jusqu'à plus de 16 000 volumes. Elle devint une des plus importantes bibliothèques privées de France, qu’il ouvrait volontiers à tous les savants intéressés. Tous les jeudis s'assemblait chez lui, soit en sa présence, soit sans lui, une sorte d'académie rouennaise :

« M. Bigot... est d'une ancienne maison de robe... Pour lui, il ne fait rien qu'étudier dans une des plus grandes bibliothèques que particulier ait, entretenant correspondance avec tous les savans de l'Europe et recevant très honnetement tous les curieux et habiles gens... Il a une maison à la campagne où il va se délasser de la ville. Il vient de tems en tems ici, et tous les jeudis les savans de Rouen, qui ne sont pas en petit nombre, s'assemblent chez lui où on discourt de la première chose qui se presente... M. [Étienne] Le Moine et M. [Matthieu de] Larroque [pasteurs protestants] s'y trouvent et conversent fort fraternellement avec les chanoines et les abbés. M. Bigot est catholique romain, mais sans aigreur contre nous… »

— Pierre Bayle, Lettre à son frère Jacob, de Rouen, le 17 août 1675.
Il contribua par ses avis et son travail à beaucoup d'ouvrages savants de cette époque, qui ont paru sous le nom de ses nombreux amis, mais ne publia sous son nom qu'un seul volume, à Paris en 1680. Il contient : le texte grec des Dialogues sur la vie de Jean Chrysostome de Palladios, qu'il avait trouvé dans la bibliothèque Laurentienne à Florence, avec une traduction latine en regard ; une homélie de Jean Chrysostome à la louange de Diodore de Tarse ; les Actes grecs des saints martyrs Taraque, Probus et Andronic ; les Actes de saint Boniface ; quelques autres pièces. Il voulait y joindre l'Épître au moine Césaire, de Jean Chrysostome, qu'il avait aussi dénichée à Florence, mais ce texte est si clairement contraire au dogme de la transsubstantiation qu'il fut censuré. Après sa mort, en 1690, on publia à Bâle une lettre qu'il avait écrite, en 1672, à Jules Mascaron, évêque de Tulle, contre l'opuscule de l'abbé de Saint-Cyran intitulé la Question royale et sa décision (où cet auteur examine en quelles occasions un homme peut se donner légitimement la mort, particulièrement pour conserver la vie de son roi aux dépens de la sienne).
Il mourut brutalement d'apoplexie, regretté de tout le monde savant :

« Je suis aussi malheureux que Priam, qui survécut à tous les siens. Il y a trente-cinq ans que M. Bigot logeait chez moi toutes les fois qu'il venait de Rouen à Paris, sans que nous ayons jamais eu le moindre différend l'un avec l'autre. Il était singulier en une chose : comme il parlait peu, il ne me disait jamais rien de ce qu'il avait dessein de faire, nonobstant la familiarité qui était entre nous ; jusque-là que, lorsqu'il fit le voyage de Rome, il ne m'en dit rien qu'un jour ou deux avant de partir. Lorsqu'il prit congé de moi, il me demanda seulement si je n'avais rien à lui commander. Je perds beaucoup à sa mort. Il m'avait écrit, il n'y avait pas longtemps, qu'il allait lire tous les anciens poètes gaulois pour l'amour de moi, et qu'il me ferait part de tout ce qu'il trouverait de propre pour mes Origines de la langue française. La bibliothèque qu'il a laissée vaut au moins quarante mille francs. Il avait une grande littérature, et les savans de Hollande attendaient ses lettres comme des décisions sur les difficultés qu'ils lui proposaient »

— Gilles Ménage, Menagiana.
À sa mort, il légua sa collection de livres, ainsi qu'une rente destinée à en assurer l'entretien, aux chanoines de Rouen, ou, à leur défaut, à l'Hôtel-Dieu ou aux Valides de cette ville. Son frère et ses parents Bigot de Montville étaient désignés comme exécuteurs testamentaires, mais, quelques années plus tard, contrairement aux dispositions testamentaires, il fallut se résoudre à vendre. Un groupe de libraires parisiens (Boudot, Osmont et Martin) se porta acquéreur, et mit les livres en vente au détail en juillet 1706. Un catalogue fut dressé par leur collègue Prosper Marchand. Les manuscrits, décrits dans une section particulière, furent pratiquement tous acquis par la Bibliothèque du Roi : en 1877, Léopold Delisle, dans son Cabinet des manuscrits de la Bibliothèque nationale, put reproduire purement et simplement la liste de Marchand. Les livres de l'ancienne collection Bigot sont reconnaissables à l'ex-libris du collectionneur, qui existe sous deux formes, l'une très luxueuse et de grand format, l'autre plus simple. Un manuscrit venant de cette collection, aujourd'hui à la BnF, s'appelle traditionnellement Codex Bigotianus.